# Selle à planer
Pour les articles homonymes, voir Selle.

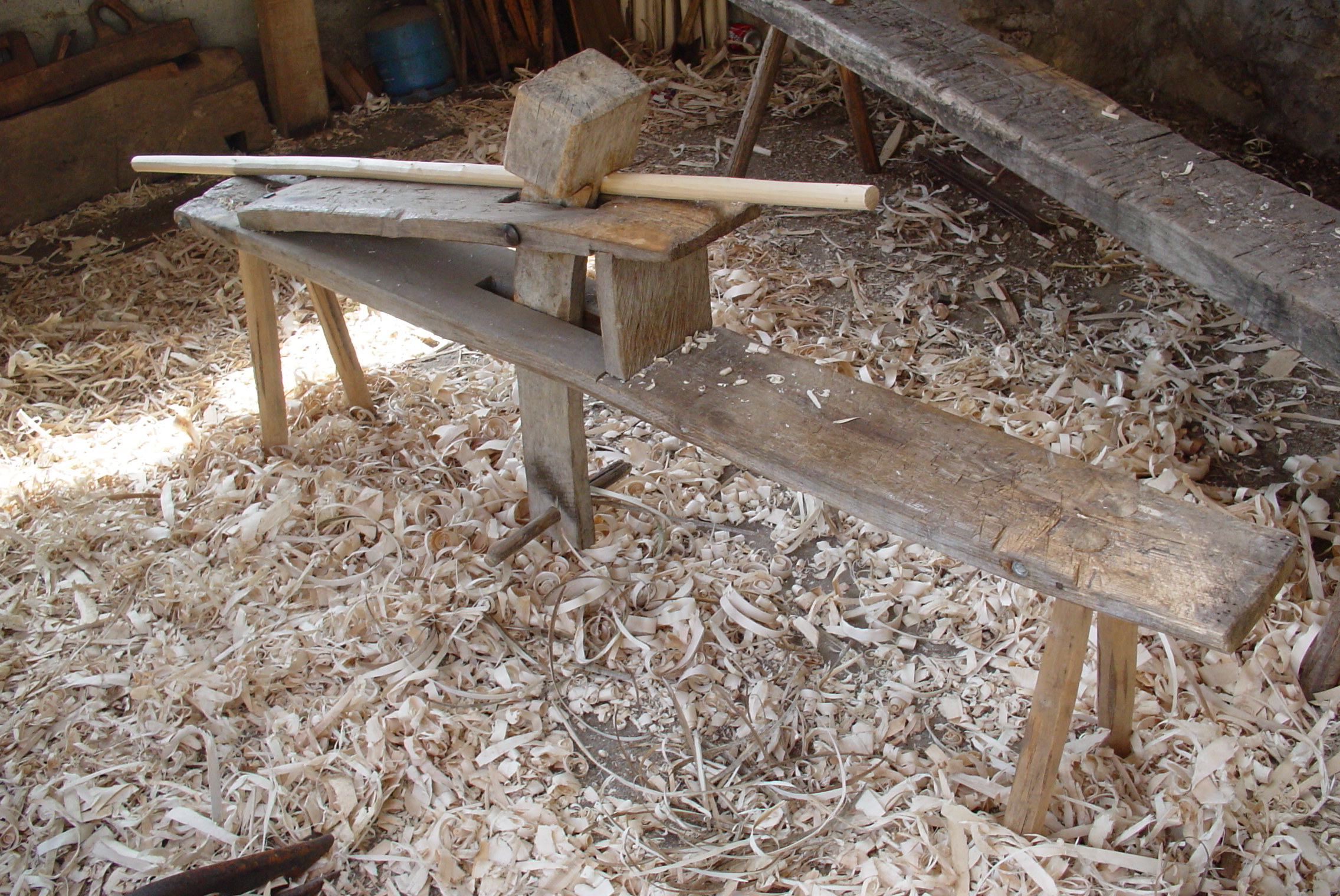
Selle à planer avec un manche d'outil en situation de travail

 Une selle à planer est un outil, ou plus précisément un appareil utilisé pour le maintien de pièce de bois pendant le travail à la plane. C'est par exemple un équipement indispensable dans la réalisation des douelles de tonneau.
Il est aussi connu sous le nom de banc d'âne.